# Daniel (patriarcha rumunský)
Daniel (vlastním jménem: Dan Ilie Ciobotea; * 22. července 1951, Dobrești) je patriarcha Rumunské pravoslavné církve.

## Život
Narodil se ve vesnici Dobrești patřící pod město Bara, jako třetí syn Alexie a Stely Ciobotea.
Základní vzdělání získal ve své rodné vesnici, poté navštěvoval gymnasium v Lăpușnic. Roku 1966 podstoupil kurzy na střední škole v Buziașu a Lugoji. Roku 1970 byl přijat na Teologický institut v Sibiu, kde získal titul z teologie se specializací na Nový zákon. Dále studoval na protestantské teologické fakultě Univerzity lidských studií ve Štrasburku a na katolické teologické fakultě freiburské univerzity.
V letech 1980–1986 byl lektorem Ekumenického institut v Bossey ve Švýcarsku a později byl hlavním adjunktem této instituce.
Roku 1987 vstoupil do pravoslavného monastýru Sihăstria a získal mnišské jméno Daniel. Jeho spirituálem byl otec Cleopa Ilie. Dne 15. srpna 1987 byl vysvěcen na kněze.
Roku 1988 získal titul archimandrity
V letech 1988–1990 byl konzultorem a ředitelem sekce teologického a ekumenického dialogu rumunského patriarchátu.
Roku 1992 začal učit teologii na pravoslavné teologické fakultě Dumitru Staniloae Univerzity Alexandru Ioan Cuza v Jasy.
V březnu roku 1990 byl jmenován pomocným biskupem archieparchie Temešvár a titulárním biskupem z Lugoj a biskupské svěcení získal 4. března z rukou arcibiskupa Nicolae Corneanu. O tři měsíce později byl ustanoven arcibiskupem metropolitou moldavským a bukovinským.
Dne 12. září 2007 byl zvolen patriarchou Rumunské pravoslavné církve.

## Vyznamenání
- Řád republiky – Moldavsko, 14. září 2010[1]
- Řád knížete Jaroslava Moudrého I. třídy – Ukrajina, 27. července 2013 – za církevní aktivity zaměřené na zvyšování autority pravoslaví ve světě[2]